# Dägeling
Dägeling (niederdeutsch: Döling) ist eine Gemeinde im Kreis Steinburg in Schleswig-Holstein. Der Ortsteil Wellenberg gehört zur Gemeinde.

## Geografie und Verkehr
Dägeling liegt fünf Kilometer südlich der Kreisstadt Itzehoe an der Bundesautobahn 23 zwischen Itzehoe und Elmshorn. Dägeling kann mit einem Bus der Linie 6533 oder 6531 erreicht werden.

## Geschichte
Der Ort wurde 1427 erstmals als Dodelinghe urkundlich erwähnt. Er befand sich im Eigentum des Klosters Bordesholm, von dem Johann Rantzau ihn 1526 abkaufte.
Von 1890 bis 1938 gehörte die Gemeinde zum Amtsbezirk Lägerdorf, von 1938 bis 1969 zum Amtsbezirk bzw. ab 1948 Amt Neuenbrook. Seit 1969 gehört sie zum Amt Krempermarsch.
Das Kirchengebäude kann auf 1266 datiert werden. Das etwas ältere Chorgestühl aus (nach Tilo Schöfbecks Analyse der Jahresringe) 1247 gefälltem einheimischen Eichenholz ist nach bisheriger Kenntnis das älteste erhaltene in Deutschland und stammt vermutlich aus dem nahen Kloster Dobbertin.
Auf dem Gemeindegebiet liegt ein Naturistencampingplatz direkt am Naturschutzgebiet Binnendünen Nordoe (Lage).

## Politik

### Gemeindevertretung
Bei der Kommunalwahl am 14. Mai 2023 wurden insgesamt elf Sitze vergeben. Von diesen erhielt die CDU sechs Sitze und die Dägelinger Wählergemeinschaft erhielt fünf Sitze.

### Wappen
Blasonierung: „Über silbernem Bogenschildfuß, belegt mit einem blauen Wellenbalken, in Rot ein silbernes Maschinenrad, beiderseits begleitet von je einer goldenen begrannten Ähre.“
Im Wappen wird er durch den Bogenschildfuß mit Wellenbalken symbolisiert. Die beiden Ähren erinnern an die im Ort betriebene Landwirtschaft, die einstmals 30 Bauernhöfe umfasste. Das Maschinenrad steht für das 1972 errichtete Industrie- und Gewerbegebiet und verweist so auf die Zukunftsorientierung der Gemeinde.